# Néo-Zélando-Américains
Les Néo-Zélando-Américains (ou New Zealand Americans en anglais) sont les Américains ayant partiellement ou en totalité des origines néo-zélandaises. Selon le recensement des États-Unis effectué en 2010, ils sont au nombre de 19 961. Ils sont particulièrement présents dans les États de l'Illinois, du Wisconsin, de Californie et de Washington.